# Бондарев, Фёдор Иванович
Фёдор Ива́нович Бо́ндарев (1914 год — 1979 год) — главный агроном районного отдела сельского хозяйства Коста-Хетагуровского района Северо-Осетинской АССР. Герой Социалистического Труда (1948).
Участник Великой Отечественной войны. 
В 1947 году руководил агрономической службой районного отдела сельского хозяйства Коста-Хетагуровского района. Благодаря его деятельности сельскохозяйственные предприятия Коста-Хетагуровского района получили в среднем от 50 до 70 центнеров зерна кукурузы с каждого гектара и по 25 центнеров пшеницы с каждого гектара. Указом Президиума Верховного Совета СССР от 9 марта 1948 года «за получение высоких урожаев пшеницы и кукурузы при выполнении колхозом обязательных поставок и натуроплаты за работу МТС в 1947 году и обеспеченности семенами зерновых культур для весеннего сева 1948 года» удостоен звания Героя Социалистического Труда с вручением ордена Ленина и золотой медали «Серп и Молот».
Скончался в 1979 году.